# Baron Berkeley
Baronowie Berkeley 1. kreacji (parostwo Anglii)
- 1295–1321: Thomas de Berkeley (1. baron Berkeley)
- 1321–1326: Maurice de Berkeley (2. baron Berkeley)
- 1326–1361: Thomas de Berkeley (3. baron Berkeley)
- 1361–1368: Maurice de Berkeley (4. baron Berkeley)
- 1368–1418: Thomas de Berkeley (5. baron Berkeley)

Baronowie Berkeley, 2. kreacji (parostwo Anglii)
- 1421–1463: James Berkeley, 1. baron Berkeley
- 1463–1492: William Berkeley, 2. baron Berkeley, od 1488 r. 1. markiz Berkeley
- 1492–1506: Maurice Berkeley (3. baron Berkeley)
- 1506–1523: Maurice Berkeley (4. baron Berkeley)
- 1523–1533: Thomas Berkeley (5. baron Berkeley)
- 1533–1534: Thomas Berkeley (6. baron Berkeley)
- 1534–1613: Henry Berkeley (7. baron Berkeley)
- 1613–1658: George Berkeley (8. baron Berkeley)
- 1658–1698: George Berkeley, 9. baron Berkeley, od 1679 r. 1. hrabia Berkeley
- 1698–1705: Charles Berkeley, 2. hrabia Berkeley i 10. baron Berkeley
- 1705–1736: James Berkeley, 3. hrabia Berkeley i 11. baron Berkeley
- 1736–1755: Augustus Berkeley, 4. hrabia Berkeley i 12. baron Berkeley
- 1755–1810: Frederick Augustus Berkeley, 5. hrabia Berkeley i 13. baron Berkeley
- 1810–1882: Thomas Moreton Fitzhardinge Berkeley, 6. hrabia Berkeley i 14. baron Berkeley
- 1882–1899: Louisa Mary Milman, 15. baronowa Berkeley
- 1899–1964: Eva Mary Foley, 16. baronowa Berkeley
- 1967–1992: Mary Lalle Foley-Berkeley, 17. baronowa Berkeley
- 1992 -: Anthony Fitzhardinge Gueterbock, 18. baron Berkeley

Następca 18. barona Berkeley: Thomas Fitzhardinge Gueterbock